# Hassanal Bolkiah

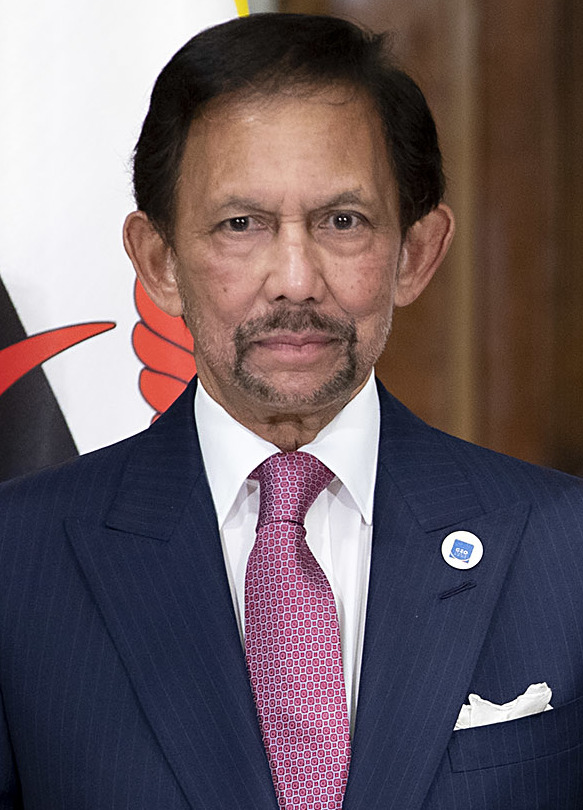
Hassanal Bolkiah während des G20-Gipfels in Rom 2021

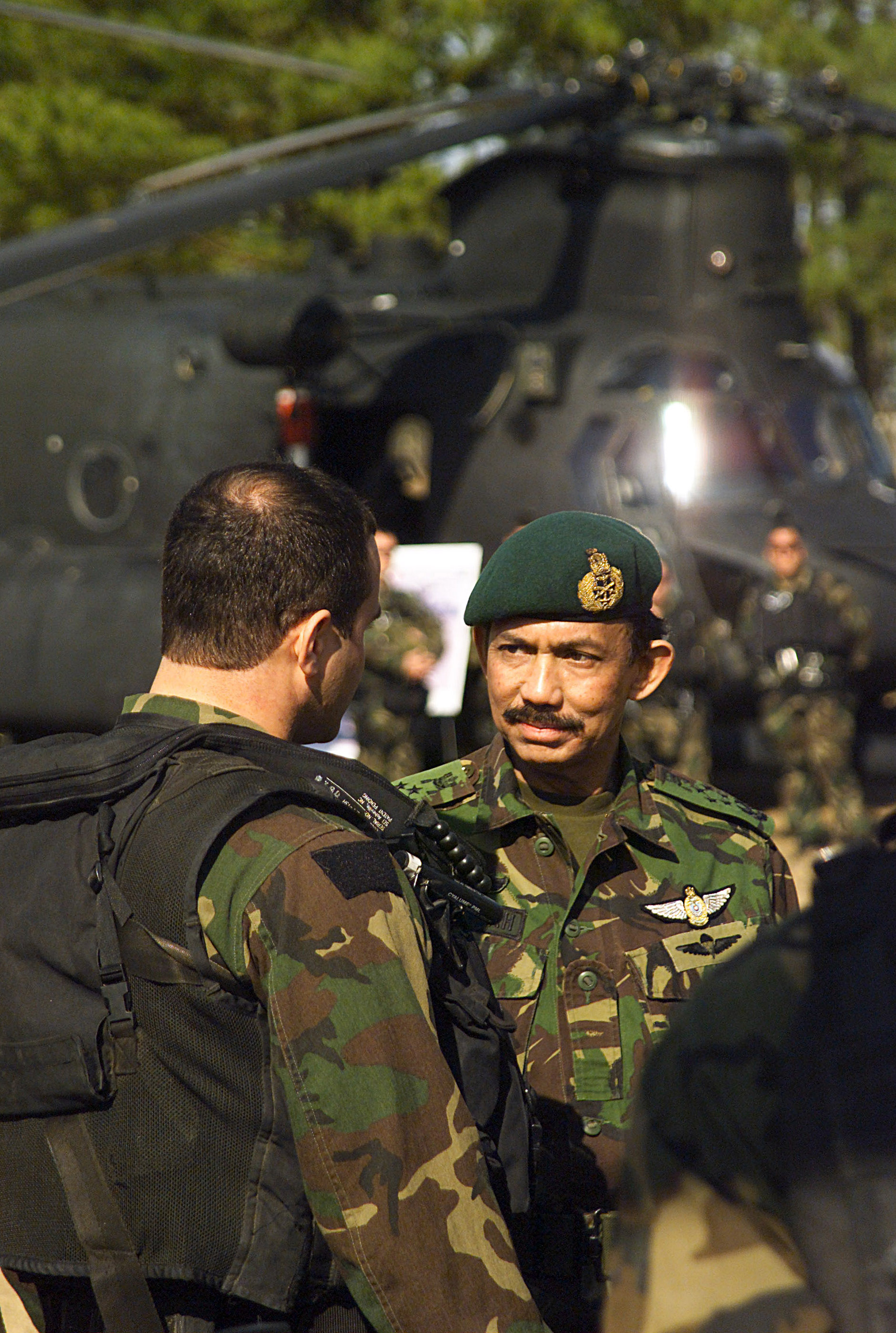
Sultan Hassanal Bolkiah bei einem Besuch von US-Spezialeinheiten (2002)

Hassanal Bolkiah (* 15. Juli 1946 in Bandar Seri Begawan; vollständige Kurzform Hassanal Bolkiah Mu'izzadin Waddaulah, vollständiger Name Sultan Haji Hassanal Bolkiah Mu'izzaddin Waddaulah ibni Al-Marhum Sultan Haji Omar 'Ali Saifuddien Sa'adul Khairi Waddien) ist der 29. Sultan und Yang Di-Pertuan von Brunei. Er übernahm die Regierungsgewalt am 4. Oktober 1967 von seinem Vater Omar Ali Saifuddin III. und ist Staatsoberhaupt, Vorsitzender des Ministerrates, Premier-, Verteidigungs-, Außen- sowie Finanzminister und oberster Hüter der islamischen Staatsreligion. Seit dem Tod von Königin Elisabeth II. am 8. September 2022 ist er das weltweit dienstälteste Staatsoberhaupt.

## Biographie
Bolkiah besuchte malaiische und britische Eliteschulen, darunter die Royal Military Academy Sandhurst, und Eliteuniversitäten sowie königliche Palastschulen in Brunei.
Nach der Verfassung von 1959 ist der Sultan das Staatsoberhaupt mit voller exekutiver Befugnis. Im Jahr 1962 wurde diese auf Notstandsgesetze erweitert. Als Premierminister fungiert er ebenfalls als Regierungschef. Neben dem Finanzministerium leitet der Sultan noch das Verteidigungsministerium, was ihn zum Supreme Commander der Royal Brunei Armed Forces macht.
Bolkiah residiert im Istana Nurul Iman in Bandar Seri Begawan, dem größten Palast der Erde. 
Im Jahr 1991 erklärte er die Umsetzung der sogenannten Malay Islamic Monarchy, wodurch die Monarchie zur Verteidigerin des Glaubens wurde. Die Wiedereinführung der Todesstrafe 2014 durch Steinigungen im Rahmen der Wiedereinführung der Scharia wurde international kritisiert, ebenso die 2019 eingeführte Todesstrafe für Homosexualität und Ehebruch.

## Heirat und Nachkommen
Der Sultan hat (Stand Juni 2010) eine Ehefrau, die zugleich seit ihrer Hochzeit 1965 die Erstfrau ist. Es handelt sich um Raja Isteri Pengiran Anak Hajah Saleha, als Königin Saleha bekannt, die eine direkte Cousine des Sultans ist. 
Seine Zweitfrau Pengiran Isteri Hajah Mariam war eine Flugbegleiterin der Royal Brunei Airlines, von der sich Bolkiah 2003 scheiden ließ. Im August 2005 ehelichte er die malaysische Fernsehreporterin Pengiran Isteri Azrinaz Mazhar Hakim, von der er sich 2010 scheiden ließ. Beiden ehemaligen Frauen wurden sämtliche Titel und Orden aberkannt. 
Seit 10. August 1998 ist sein Sohn Al-Muhtadee Billah als Thronfolger von Brunei und somit als Kronprinz eingesetzt.
Der Sultan hat mit drei Frauen insgesamt 12 Kinder.
- Königin Saleha
  - Prinzessin Rashidah (* 26. Juli 1969)
  - Prinzessin Muta-Wakkilah (* 12. Oktober 1971)
  - Kronprinz Al-Muhtadee Billah (* 17. Februar 1974)
  - Prinzessin Majeedah (* 16. März 1976)
  - Prinzessin Hafizah (* 12. März 1980)
  - Prinz Abdul Malik (* 30. Juni 1983)
- Hajah Mariam
  - Prinz Abdul Azim (* 29. Juli 1982; † 24. Oktober 2020)
  - Prinzessin Azemah (* 26. September 1984)
  - Prinzessin Fadzillah (* 23. August 1985)
  - Prinz Abdul Mateen (* 10. August 1991)
- Mazhar Hakim
  - Prinz Abdul Wakeel (* 1. Juni 2006)
  - Prinzessin Ameerah (* 28. Januar 2008)

## Freizeitaktivitäten

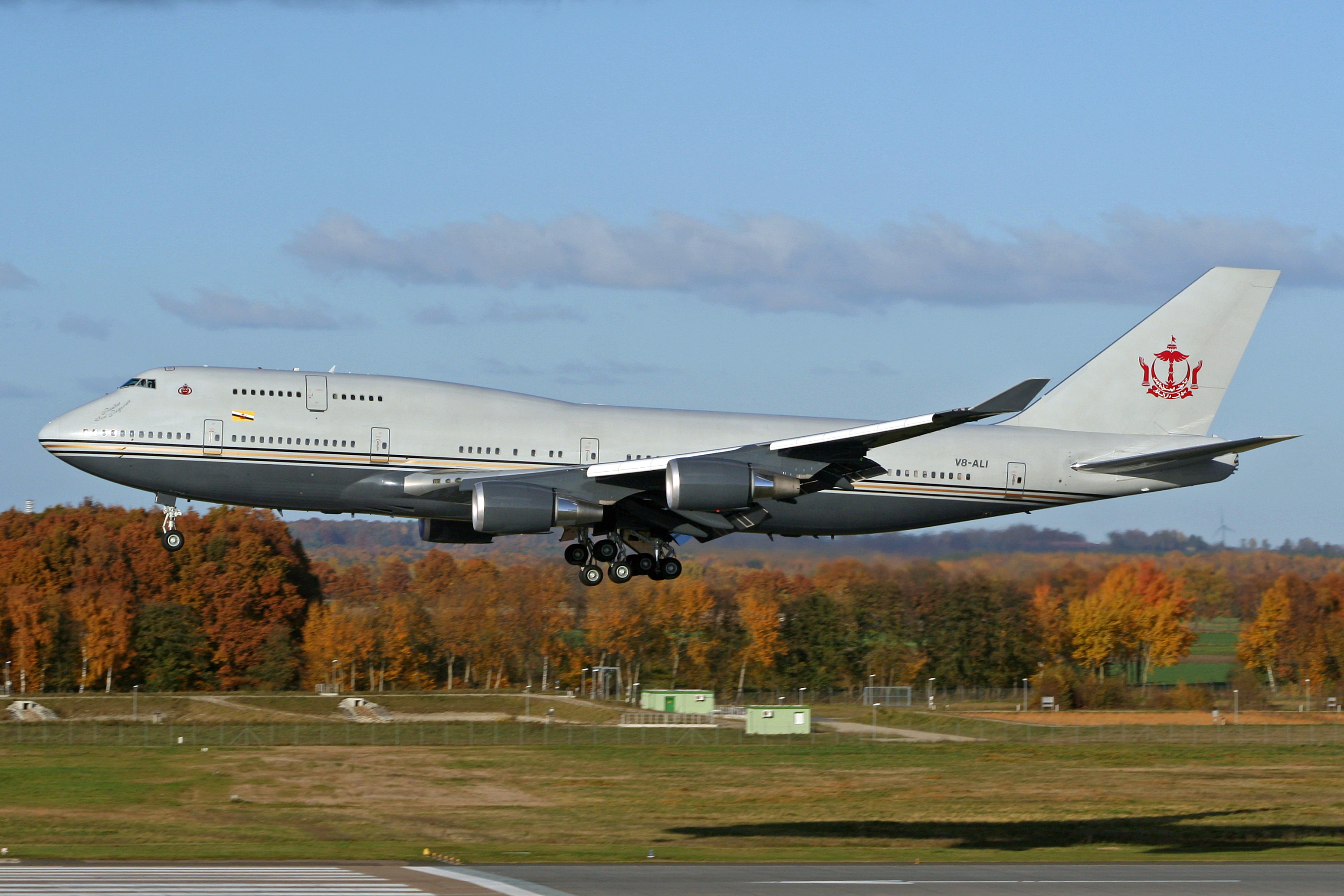
747 der Sultan's Flight

Bolkiahs Hobby ist der Reitsport. Ihm gehört die größte Sport- und Luxuswagen-Sammlung der Welt, für deren standesgemäße Benutzung er eigens eine Rennstrecke auf seinem Palastgelände bauen ließ. Es soll sich um 3000 bis 5000 Fahrzeuge handeln, darunter ungezählte Einzelanfertigungen der renommiertesten Hersteller der Welt, deren Stückpreise nicht selten siebenstellige US-Dollar-Summen erreichen. Seine 142 Meter lange Yacht gehört zu den größten der Welt. 
Er besitzt weiterhin fünf Privatflugzeuge (Sultan’s Flight) der Typen Airbus 340-200, Boeing 767-200 und Boeing 747-8 sowie Boeing 787-8.

## Vermögen
Mit einem Vermögen von mehr als 20 Milliarden US-Dollar zählt er zu den reichsten Menschen der Welt und gilt als zweitreichster Monarch (Stand 2015).

## Auszeichnung und Orden
Sultan Bolkiah wurden zahlreiche Auszeichnungen und Orden verliehen. Zu den wichtigsten zählen die britischen Ritterorden Order of the Bath und Order of St. Michael and St. George. Vom japanischen Kaiser erhielt er 1984 den Chrysanthemenorden; am 30. März 1998 wurde er mit dem Bundesverdienstkreuz ausgezeichnet.
Bolkiah hält Ehrendoktorwürden aus Russland und Thailand sowie in Rechtswissenschaften der Universität Oxford, der Universität Aberdeen, des King’s College London und der Nationaluniversität Singapur sowie in Geisteswissenschaften und Kultur der Universität Indonesia.